# Abendland (1999)
Abendland ist ein Filmdrama des ungarisch-deutschen Regisseurs Fred Kelemen. Die deutsch-portugiesische Produktion trägt Züge eines Thrillers.

## Inhalt
Leni arbeitet in einer Wäscherei und ist in einer Beziehung zum arbeitslosen Anton. Ihr Verhältnis leidet unter dem Misstrauen Antons, der seinerseits unter dem gesellschaftlichen Zeitgeist leidet und sich dem Zwang zum egoistischen Vorteilsdenken nicht unterordnen will.
Anton scheitert schließlich ganz, und das Paar trennt sich. Beide gehen, jeder für sich, nach Berlin, auf der Suche nach neuem Halt und dem eigenen Ich.
Ziellos allein herumirrend, treiben sie durch die Nacht und landen irgendwann in Portugal, wo sich ihre Wege schließlich wieder kreuzen.

## Produktion
Abendland wurde in Görlitz, Berlin und Porto gedreht. Produziert wurde der Film von Filmes do Tejo (Portugal), Integral Film, Mediopolis Film- und Fernsehproduktion und dem WDR (alle Deutschland). Filmverleih waren die deutsche Pegasos Film und die britische Artificial Eye.
Das Budget von ca. 1,4 Mio. Euro wurde über öffentliche deutsche (BMI, FFB, Kuratorium junger deutscher Film und SLM) und portugiesische (ICA) Filmförderung finanziert.

## Rezeption
Der Film feierte seine Premiere am 6. September 1999 bei den Filmfestspielen von Venedig 1999. Er lief danach auf einer Vielzahl internationaler Filmfestivals, darunter das Toronto International Film Festival, die Berlinale 2000, das Fantasporto 2000 und das Festival des Independent-Films in Buenos Aires 2003. Bei einigen wurde er dabei auch ausgezeichnet, so beim Tokyo International Film Festival, beim Internationalen Filmfestival Thessaloniki und beim Tromsø International Film Festival.

„Szenische Folgen aus einer apokalyptischen Welt, in der jede Auflehnung gegen das allumfassende Vorteilsdenken umgehend bestraft wird. […] Der dritte Langfilm von Fred Kelemen orientiert sich deutlich an seinen Vorbildern Bela Tarr und Andrej Tarkowskij, vermag aber im Gegensatz zu diesen nicht zu vollendeter Geschlossenheit seiner äußeren wie inneren Gestalt zu finden. Dennoch erweist sich der Regisseur/Kameramann einmal mehr als einer der ganz wenigen visionär denkenden Filmemacher Deutschlands.“

## Preise
- 1999: Großer Preis Astúrias als bester Spielfilm beim Gijón International Film Festival (Spanien)
- 1999: FIPRESCI-Preis beim Internationalen Filmfestival Thessaloniki (Griechenland)
- 1999: nominiert für den Großen Preis Tokyo Sakura beim Tokyo International Film Festival (Japan)
- 2000: Sonderpreis Aurora beim Tromsø International Film Festival (Norwegen)